# Diana (mitología)

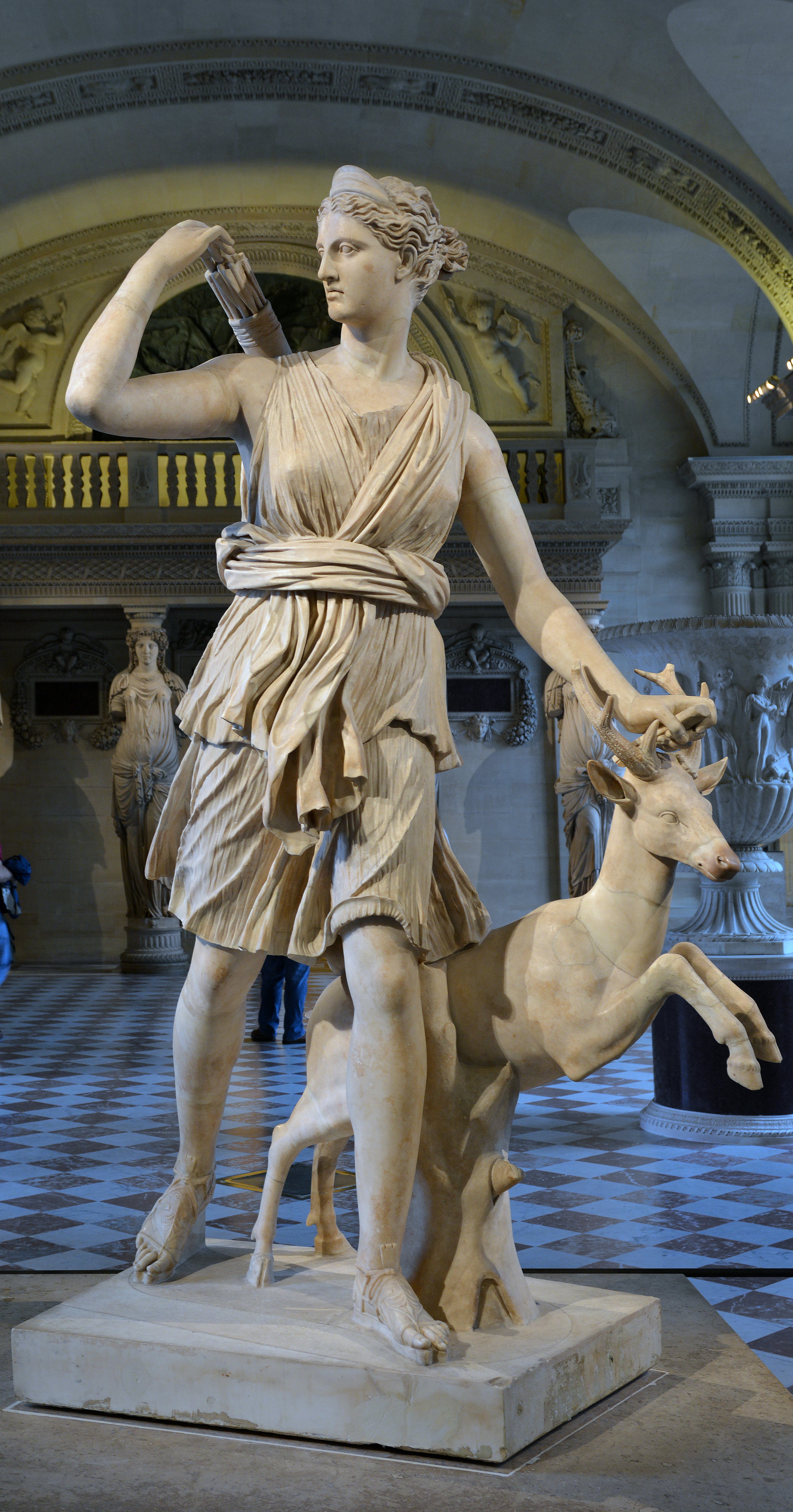
Diana de Versalles, copia romana del original griego atribuido a Leocares (Museo del Louvre, París).

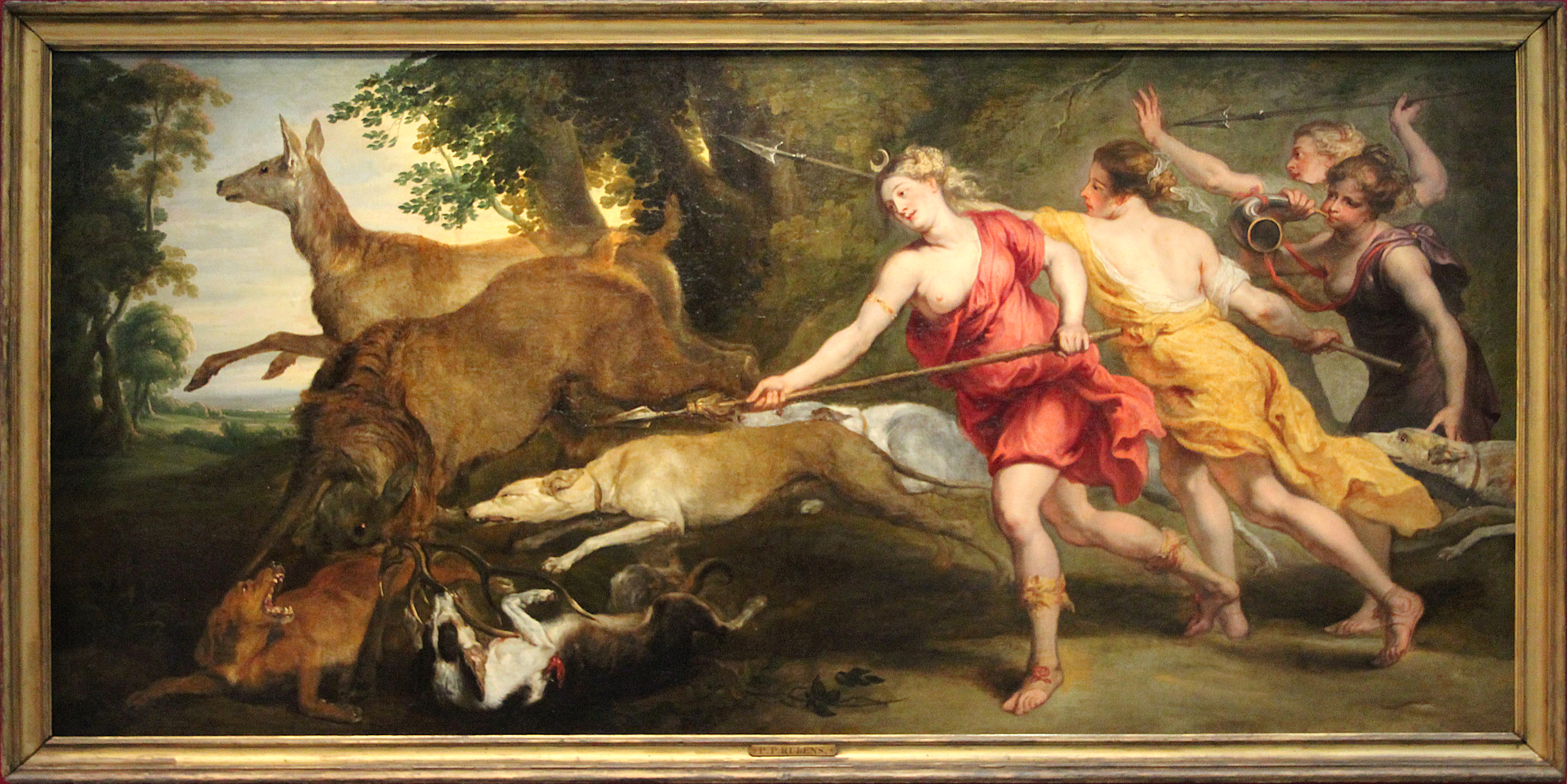
Diana cazadora, obra de Peter Paul Rubens, colección privada, Madrid

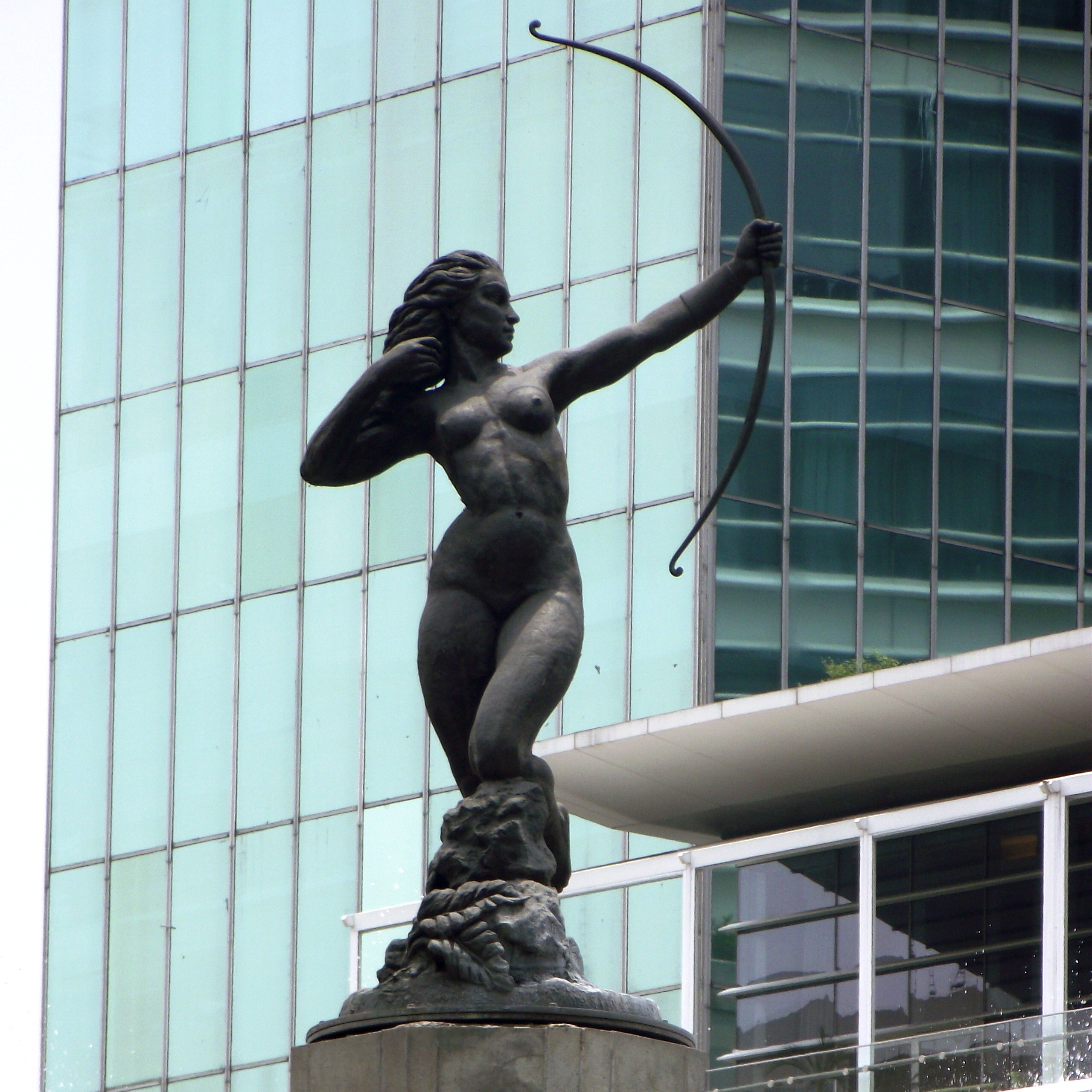
Fuente de la Diana Cazadora, en el paseo de la Reforma, en la Ciudad de México

En la mitología romana, Diana (en latín: Diāna, en italiano: Diana, en griego: Ντιάνα) era una diosa de las selvas (bosques) y la caza  y la guardiana de los caminos.  Virgen y casta, solo admitía doncellas vírgenes en su comitiva.  Su diosa griega equivalente en la literatura es Artemisa, si bien en cuanto a culto era de origen itálico. Los robledos le estaban especialmente consagrados. Era alabada en la poesía por su fuerza, gracia atlética, belleza y habilidades en la caza. Es una de los dioses Consentes  y uno de los dioses elegidos (di selecti) de Varrón.  Este también dice que Diana tiene un origen sabino.
En la religión romama el Lar y la jauría de Diana eran invocados para espantar a los ladrones.  Con el paso del tiempo la Diana cazadora fue evolucionando y ganando nuevos epítetos. Cicerón dice que Diana es la luna. Se le llama Lucífera (por la luz de la luna) y Lucina porque es la diosa de los alumbramientos,  como también lo es Jana (paredra de Jano).  De esta manera se dice que Endimión fue amado por Luna o Diana. Virgilio habla de las tres caras de Diana: Luna, Diana y Proserpina.  Por esto mismo Trivia («triple») es otro de sus nombres.  Era llamada Dictina, «de las redes», en honor a Brite, consagrada a ella.
Diana formaba una trinidad con otras dos deidades romanas: Egeria, la ninfa acuática, su sirvienta y ayudante comadrona, y Virbio, el dios de los bosques. Etimológicamente, el nombre Diana significa ‘del día’ (lat. dies= «día») o ‘divina’ (lat. diva= «divina»), siendo pues su paralelo griego en este sentido (aunque no en el culto) Dione en Dódona. Diana tenía un templo en Aricia, uno de los más famoso y antiguos de la antigua Italia.  Algunos asocian a la antigua diosa itálica Vacuna con Diana.

## Mitología
Según Cicerón, en su De Natura Deorum, existían hasta tres diosas Diana. La primera Diana desciende de Júpiter y de Prosérpina, y es la que, según se dice, engendró al alado Cupido con Mercurio. La segunda Diana, más conocida, es la que, según tenemos entendido, nació del tercer Júpiter y de Latona. La tercera Diana, cuyo padre es Upis, según la tradición, y su madre Glauca; los griegos la llaman a menudo Upis, con el nombre de su padre.  Cuando los titanes intentaron subir al cielo, Júpiter, con la ayuda de Minerva, Apolo y Diana, los arrojaron al Tártaro.
En las Fábulas de Higino se nos hablan de varios episodios mitológicos en los que interviene Diana. Esta es descrita como hija de Júpiter y Latona y hermana de Apolo.  Latona parió a sus dos hijos en la isla de Ortigia, subida a un olivo porque era perseguida por Pitón. La isla fue llamada más tarde Delos. Vulcano les regaló a Diana y Apolo sus flechas. Níobe antepuso su parto al de Latona y habló con mucha soberbia contra Apolo y Diana: porque ésta se ceñía con ropa de varón y Apolo con la túnica hacia abajo y el cabello largo; y dijo que ella aventajaba a Latona en número de hijos. Por ello, Diana, con sus flechas, quitó la vida a las hijas en el palacio, a excepción de Cloris.
Mientras Proserpina estaba recogiendo flores con Venus, Diana y Minerva, Plutón apareció en su carro tirado por cuatro caballos, y entonces la raptó. Medea, cuando ya estaban lejos de la Cólquide, se dirigió en persona junto a las hijas de Pelias en calidad de sacerdotisa de Diana. Les prometió rejuvenecer a su padre.  Los Alóadas eran unos invulnerables hijos de Neptuno. Quisieron forzar a Diana, la cual no podía oponerse a su fuerza pero se mataron entre ellos engañados por Apolo. Hilaíra, una de las dos hijas de Leucipo, y además esposa de Cástor, uno de los Dioscuros, era sacerdotisa de Diana.  Debido a que Eneo, rey de Etolia, había hecho sacrificios prontamente a todos los dioses pero se hubo olvidado de Diana, esta, encolerizada, envió un jabalí de inmenso tamaño para que devastase el campo calidonio.
Orión quiso violar a Diana y fue muerto por ella.  O bien se jactó ante Diana y Latona que era capaz, como cazador experimentado, de cazar cualquier criatura. Diana, por el afecto que sentía por Orión le pidió a su padre Júpiter que lo pusiera entre las estrellas.  Castigó a Calisto, que había prometido ser virgen, y la metamorfoseó la osa. Juno, queriendo dar muerte a la osa, le ordenó a Diana disparar contra ella.  Etemea, la esposa de Mérope, rey de Cos, fue matada a flechazos porque dejó de adorar a Diana.  Algunos dicen que Melanipa, hija de Quirón, dejó de cazar y adorar a Diana por lo que esta la metamorfoseó en yegua.
Acteón era un pastor que vio a Diana bañándose y deseó forzarla. Furiosa por esto, Diana hizo que le crecieran cuernos sobre su cabeza, y fue devorado por sus propios perros.  Metaponto, rey de Icaria, estaba celebrando un sacrificio a Diana Metapontina, y entonces Téano, su mujer, reveló quiénes eran sus auténticos hijos, Beoto y Eolo. Quíone habló ingratamente durante la caza contra Diana, así que esta la mató flechándola.  El templo de Diana en Éfeso, una de las siete maravillas del mundo antiguo, fue construido por la amazona Otrera, en honor de la diosa. Hipólito, hijo de Teseo, por voluntad de Diana, posteriormente fue denominado Virbio.
Cuando Procris vio a Céfalo, se enteró de que había sido burlada por Aurora, y huyó a la isla de Creta, donde Diana solía cazar. Cuando Diana la vio le dijo: «sólo las vírgenes cazan conmigo y tú no eres una de ellas, así que abandona mi compañía». Procris le reveló su infortunio y le contó la treta de Aurora. Diana, movida por la piedad, le dio una jabalina que no podía ser evitada por sus presas, y también le dio al perro Lélape. Por voluntad de Diana, Procris se despojó de su cabello y adoptó la apariencia de un muchacho, y de esta manera retó a Céfalo a una competición de caza.
Teseo junto con Pirítoo raptó a Helena desde el altar de Diana, cuando ésta estaba haciendo un sacrificio, y se la llevaron a Atenas, aldea distrito de la región del Ática. Agamenón estaba convocando a los líderes que se dirigirían a Troya para recuperar a Helena, esposa de Menelao, a quien Paris Alejandro había raptado. Una tormenta los mantuvo en Áulide debido a la ira de Diana, pues Agamenón había profanado una cierva suya durante una cacería, y también había hablado de manera desagradable contra Diana. Cuando Ifigenia fue llevada a Áulide, y su padre estuvo a punto de sacrificarla, Diana tuvo piedad de la muchacha, la rodeó de niebla, y colocó una cierva en su lugar. Se llevó a Ifigenia a través de la bruma hasta la tierra Táurica, y allí la hizo la sacerdotisa de su templo. Orestes marchó a Delfos para preguntar cuándo terminaría su sufrimiento. La respuesta fue que debía ir a la tierra de los Tauros junto al rey Toante, padre de Hipsípila, y llevar la estatua de Diana hasta el templo de Argos; entonces allí terminaría su aflicción. En la tierra de los tauros es costumbre el sacrificio en el templo de Diana de cualquier extranjero que pise sus fronteras. Toante, como era costumbre, ordenó que ataran a Orestes y Pílades en el templo de Diana para ser sacrificados. Ifigenia, reconociendo a su hermano Orestes, se marchó coon él, arrancando la estatua Diana.

## Culto
Diana era adorada en un festival celebrado el 11 de agosto, cuando el rey Servio Tulio, esclavo de nacimiento, le dedicó un altar en el monte Aventino a mediados del siglo VI a. C., El estar en este lugar, y por tanto fuera del pomerium, significa que el culto de Diana siguió siendo esencialmente «extranjero», como el de Baco y nunca fue oficialmente «transferida» a Roma como lo fuera Juno tras el saqueo de Veyes. Este templo del monte Aventino era común a las tribus latinas. Parece que su culto procedía de Aricia, donde permaneció su sacerdote, el Rex Nemorensis.
Diana de los bosques fue pronto completamente helenizada, «un proceso que culminó con la aparición de Diana junto a Apolo en el primer lectisternium de Roma». Diana fue considerada con gran reverencia por los ciudadanos de clase inferior y los esclavos, pudiendo estos recibir asilo en sus templos.

## Arte
Aunque algunos patrones romanos ordenaban réplicas en mármol de la específicamente anatolia «Diana» de Éfeso, donde se erigía el Templo de Artemisa, la diosa solía ser representada a los romanos en su atuendo griego. Si iba acompañada por un ciervo, como en la Diana de Versalles, se debía a que era la patrona de la caza. El ciervo también puede suponer una referencia solapada al mito de Acteón.

## Neopaganismo
Las religiones neopaganas que veneran actualmente a la diosa Diana son el dianismo, la stregheria, y el dianismo mcfarlandiano.[cita requerida]  Aunque existen más religiones y tradiciones que veneran a Diana. Es también considerada diosa protectora de las brujas. Esta creencia del neopaganismo, proviene del libro Aradia o el evangelio de las brujas, de Charles Leland, publicado en 1899. La hija de esta Diana fue Aradia.